# 星際爭霸戰：畢凱
《星際爭霸戰：畢凱》是一部美國科幻電視劇，由艾力克斯·寇茲曼主創，於2020年1月23日在CBS通路全開（後更名為派拉蒙+）首播。本劇是整個《星际迷航》系列的第九部劇集，以尚-路克·畢凱為主角，時間設定在24世紀末期，在2002年上映的電影《星空奇遇記X：星戰啟示錄》中的事件結束的20年後，故事與2009年重啟版電影《星际迷航》中羅穆蘭帝國的母星羅穆盧斯毀滅的情節有關。但設定上仍是主時間線作品，凱文時間線是史巴克穿越到過去形成的鏡像宇宙；即羅穆盧斯星在正史難逃遭超新星爆炸摧毀的命運。
派崔克·史都華再次領銜出演《銀河飛龍》中的角色尚-路克·畢凱，並擔當執行製作人。第一季於2020年1月23日在CBS通路全開首播，共十集，每周四播出。美國外的轉播權由Amazon Prime取得，在美國首播24小時後播出。第二季及第三季還在製作中，第二季預定於2022年在派拉蒙+首播。本劇獲得了評論家的正面評價，他們讚揚了史都華的表現以及注重性格勝於行動。儘管有些人批評該劇的節奏緩慢。CBS為該劇創造了幾個搭配項目，包括相關系列《星際爭霸戰：短途》的其中一集。

## 概要
故事發生在24世紀末，《星艦迷航記X：星戰啟示錄》事件結束的二十年後。這時前企業號艦長尚-路克·畢凱上將已從星際艦隊退役，但他似乎深受二十年前的同僚及朋友百科少校之死還有《星際爭霸戰》中羅穆蘭帝國的母星羅穆盧斯毀滅的影響，直到一位很可能是百科女兒的年輕女性前來他的莊園尋求幫助……

## 演員與角色
| 角色                                              | 演員              | 職位                       | 出场季度 | 出场季度        | 備註 |
| 角色                                              | 演員              | 職位                       | 1        | 2               | 備註 |
| 主要演員                                          | 主要演員          | 主要演員                   | 主要演員 | 主要演員        | 主要演員 |
| ------------------------------------------------- | ----------------- | -------------------------- | -------- | --------------- | --- |
| 尚-路克·畢凱 Jean-Luc Picard                      | 派崔克·史都華     | 前星際艦隊上將、企業號艦長 | 主演     | 主演            | 退役的星際艦隊上將，也是聯邦星艦企業號-D和企業號-E前艦長。                                                                 |
| 艾格妮絲·朱拉蒂 Agnes Jurati                      | 艾莉森·皮爾       | 人造人專家                 | 主演     | 主演            | 前星際艦隊醫官，現為戴斯壯研究所高階人造人研究部門的博士。之後加入畢凱的任務。                                             |
| 索姬·亞夏 Soji Asha                               | 伊莎·布里歐內斯   | 人造人                     | 主演     | 主演            | 擁有有機身體的人型機器人，已故百科少校的雙胞胎女兒。參與人工器械上的博格改造計畫。                                         |
| 艾爾諾 Elnor                                      | 伊凡·伊瓦戈拉     | 寇瓦米拉戰士               | 主演     | 主演            | 羅穆蘭難民，在他還是個孩子的時候被畢凱救了出來，並由修女戰士教派寇瓦米拉撫養長大。武藝高超，對畢凱非常忠誠。               |
| 拉菲耶拉“拉菲”穆斯卡 Rafaella "Raffi" Musiker     | 蜜雪兒·赫德       | 前企業號大副               | 主演     | 主演            | 前星際艦隊情報員，受藥物濫用所苦，在羅穆蘭人撤離期間擔任畢凱的大副 。                                                      |
| 克里斯托巴爾“克里斯”里歐斯 Cristobal "Chris" Rios | 聖地牙哥·卡布瑞拉 | 海妖號艦長                 | 主演     | 主演            | 前星際艦隊軍官，現為海妖號艦長。是一位技巧高明的盜賊 。                                                                    |
| 納瑞克 Narek                                      | 哈利·崔德威       | 賈特瓦許特務               | 主演     | Does not appear | 羅穆蘭人，被賈特瓦許派去監視索姬·亞夏；作為臥底的一部分，他成為了索姬的情人。                                              |
| 九之七 Seven of Nine                              | 潔麗·雷恩         | 芬利斯巡邏隊成員           | 常設     | 主演            | 前博格個體，被聯邦星艦航海家號的凱薩琳·珍葳艦長及船員從博格集合體中解放。                                                  |
| 拉瑞絲 Laris                                      | 奧拉·布雷迪       | 前塔爾沙特務               | 常設     | 主演            | 羅穆蘭人，曾是塔爾沙的特務，現在管理著畢凱的葡萄園和家庭。                                                                 |
| 宋艾坦英迪格 Altan Inigo Soong                    | 布蘭特·史賓納     | 科學家                     | 常設     | 主演            | 百科少校創造者宋努寧的兒子。                                                                                               |
| 常駐演員                                          |                   |                            |          |                 | |
| 休 Hugh                                           | 強納森·德爾·阿克  | 博格改造計畫執行主管       | 常設     | Does not appear | 前博格個體，曾於《銀河飛龍》登場。現為博格改造計畫執行主管。                                                               |
| 歐 Oh                                             | 富田譚玲          | 星際艦隊安全部長           | 常設     | Does not appear | 瓦肯人與羅穆蘭人混血，星際艦隊准將兼安全部長。                                                                             |
| 娜莉莎 Narissa                                    | 佩頓·利斯特       | 賈特瓦許特務               | 常設     | Does not appear | 羅穆蘭人，賈特瓦許安插在星際聯邦的間諜，偽裝成瑞佐中尉。星際艦隊安全部的人類特務，以及納瑞克的姊姊。                       |
| 郎妲 Ramdha                                       | 麗貝卡·威索基     | 神話學家                   | 常設     | Does not appear | 羅穆蘭人，原本是帝國偵查艦謝爾諾號的乘客，之後被博格方塊同化，成為博格改造計畫的一分子。                                   |
| 札班 Zhaban                                       | 傑米·麥沙尼       | 前塔爾沙特務               | 常設     | Does not appear | 羅穆蘭人，塔爾沙的前特務，現在擔任畢凱的管家。                                                                             |
| 客串演員                                          |                   |                            |          |                 | |
| 百科少校 DATA                                     | 布蘭特·史賓納     | 前企業號二副、首席操作官   | 客串     | Does not appear | 有感知的人型機器人，曾在畢凱手下擔任企業號上的二副和首席操作官，直到他在《星艦迷航記X：星戰啟示錄》中犧牲自己以拯救畢凱 。 |
| 達姬·亞夏 Dahj Asha                               | 伊莎·布里歐內斯   | 人造人                     | 客串     | Does not appear | 擁有有機身體的人型機器人，已故百科少校的雙胞胎女兒。遭到賈特瓦許刺客殺害。                                                 |
| 蘇特拉 Sutra                                      | 伊莎·布里歐內斯   | 人造人                     | 客串     | Does not appear | 賈娜的雙胞胎，由布魯斯·麥道博士和宋艾坦英迪格博士所創造。                                                                  |
| 威廉·瑞克 William T. Riker                        | 強納森·佛瑞克     | 前泰坦號艦長、企業號大副   | 客串     | Does not appear | 聯邦星艦泰坦號退役的星際艦隊艦長，曾在畢凱手下擔任企業號上的大副。                                                         |
| 狄安娜·星異 Deanna Troi                           | 瑪麗娜·塞迪斯     | 前企業號顧問               | 客串     | Does not appear | 企業號的前顧問，她和瑞克在《星艦迷航記X：星戰啟示錄》開始時結婚。                                                          |
| 碧潔佐 Bjayzl                                     | 妮卡爾·祖德根     | 犯罪商人                   | 客串     | Does not appear | 自由雲的商人，以虐待前博格個體、摘除其植入物並在黑市上出售而聞名。芬利斯巡邏隊因此而通緝她。                               |
| 克斯汀·克蘭西 Kirsten Clancy                      | 安·馬格努森       | 星際艦隊總司令、上將       | 客串     | Does not appear | 支持星際聯邦對羅穆蘭帝國的堅定立場，但在火星襲擊發生前，她就擔憂撤離行動可能會導致聯邦成員國分裂。                         |

## 集數
| 季數 | 集数 | 集数 | 首播日期      | 首播日期      | 首播日期    |
| 季數 | 集数 | 集数 | 首映          | 季终          | 电视网      |
| ---- | ---- | ---- | ------------- | ------------- | ----------- |
| 1    | 10   | 10   | 2020年1月23日 | 2020年3月26日 | CBS通路全開 |
| 2    | 10   | 10   | 2022年3月3日  | 2022年5月5日  | 派拉蒙+     |
| 3    | 10   | 10   | 2023年2月16日 | 2023年4月20日 | 派拉蒙+     |

### 第一季（2020年）
| 1 | 1    |                                                          |               | 哈妮兒·考佩珀     | 故事構思 ：阿奇瓦·高斯曼和詹姆斯·達夫 劇本創作 ：阿奇瓦·高斯曼＆麥可·謝朋＆克斯汀·拜爾＆艾力克斯·寇茲曼＆詹姆斯·達夫 | 2020年1月23日 |
| 退役的星際艦隊上將尚-路克·畢凱在法國畢凱莊園（Château Picard）過著愜意的退休生活。畢凱在一次媒體採訪中透露，當年星際聯邦計畫從超新星爆炸中拯救羅穆蘭公民，但由於叛變的人造人（synthetics）襲擊救援艦隊，聯邦決定放棄救援行動，為此他辭職以示抗議。星際艦隊在襲擊發生後頒布了人造人禁令。在大波士頓（Greater Boston），羅穆蘭刺客襲擊了一位名叫達姬的年輕女子，殺死了她的札希人男友。這讓達姬觸發了某些東西，她本能地反應殺死了刺客。然後經歷了畢凱的幻象並看到了他的採訪，達姬也找到了他，尋求幫助。畢凱前往星際艦隊檔案館並找到了一幅名為“女兒”的畫，由人造人百科少校繪製，這幅畫描繪了一個類似於達姬的人物。達姬追蹤到了畢凱的位置，但是馬上有更多的刺客襲擊了他們，最後達姬遭到殺害。畢凱會見了沖繩戴斯壯研究所（Daystrom Institute）的艾格妮絲·朱拉蒂博士，他解釋說達姬可能是百科的女兒，這是由於一種稱為分形神經元複製技術的實驗程序，該程序產生了有感知的雙胞胎人造人。與此同時，達姬的雙胞胎索姬·亞夏博士在一個被羅穆蘭人俘虜的博格方塊（Borg Cube）中工作。 |      |                                                          |               |                   | |               |
| 2 | 2    |                                                          |               | 哈妮兒·考佩珀     | 麥可·謝朋＆阿奇瓦·高斯曼                                                                                             | 2020年1月30日 |
| 時值2385年的第一接觸日，星際艦隊位於火星的烏托邦平原船鄔（Utopia Planitia Shipyards）遭到嚴重攻擊，許多設施和救援艦隊被摧毀。攻擊行動由一名編號F8的A500型人造人發起，F8將火星的行星防護罩關閉，並駭入軌道防禦系統，隨後以裂解槍自盡。為了比刺客快一步找到索姬，畢凱和他的羅穆蘭員工拉瑞絲一起調查了達姬的公寓。後者認為刺客可能是賈特瓦許（Zhat Vash）的成員，賈特瓦許是一個對人工生命有著根深蒂固仇恨的秘密組織，並幫助畢凱在達姬的電腦上發現了索姬的位置。在被稱為“人工器械”（Artifact）的博格方塊上，索姬與羅穆蘭特務納瑞克建立了關係，同時她正在從事一項從前博格人個體中移除植入物的計畫。在與貝納永醫生（Dr.Benayoun）交談過後，畢凱了解自己得絕症，儘管如此，他還是要求與星際艦隊上將克斯汀·克蘭西會面。畢凱請求暫時復職並給他一艘小型偵查艦和船員來尋找索姬，不過遭到克蘭西拒絕，並將此事提交給星際艦隊的安全部長歐准將。歐與一名中尉討論了此事，而該名中尉其實是納瑞克的姊姊娜莉莎所偽裝，是羅穆蘭人在聯邦的臥底。殺死達姬的刺客就是娜莉莎派去的，同時納瑞克正在接近他的目標索姬，以誘惑而不是暴力的方式。畢凱開始組建自己的船員尋找索姬，從他的前星際艦隊大副拉菲·穆斯卡開始。 |      |                                                          |               |                   | |               |
| 3 | 3    |                                                          |               | 哈妮兒·考佩珀     | 麥可·謝朋＆詹姆斯·達夫                                                                                               | 2020年2月6日  |
| 當畢凱在人造人襲擊火星後辭職時，星際艦隊解雇了拉菲。現在拉菲為此而怨恨他，以及在隨後的幾年裡沒有幫助她，並拒絕加入畢凱。然而，拉菲還是幫畢凱找到了一個名叫里歐斯的自由飛行員，他是前聯邦星艦伊本馬吉德號（NCC-75710）大副。在人工器械上，改造計畫的負責人、前博格個體休允許索姬與被博格人同化（assimilate）的羅穆蘭人郎妲會面。郎妲宣稱索姬是“破壞者”並試圖自殺，但索姬不知不覺地用她的增強速度阻止了她。娜莉莎警告納瑞克不要在情感上依附於索姬。歐接近朱拉蒂博士，後者透露了她與畢凱討論的內容。此後不久，畢凱遭到賈特瓦許特務的襲擊。在朱拉蒂的幫助下他們殺死了所有人，但有一個人在自殺前還稱索姬為“毀滅者”。畢凱同意帶朱拉蒂去執行他尋找索姬的任務，並且兩人乘坐里歐斯的海妖號（La Sirena）。在那裡，拉菲也加入了他們的行列，她發現索姬的創造者布魯斯·麥道在自由雲（Freecloud）上，並將與他們一起旅行。 |      |                                                          |               |                   | |               |
| 4 | 4    |                                                          |               | 強納森·佛瑞克     | 麥可·謝朋 | 2020年2月13日 |
| 畢凱要求里歐斯繞道前往位於第二象限的瓦什提星（Vashiti），在火星遭到襲擊之前，他與拉菲幫助羅穆蘭難民重新安置在這裡。他去了寇瓦米拉（Qowat Milat）神廟，當年這些修女戰士撫養了一個名叫艾爾諾的男孩，而畢凱從星際艦隊辭職後拋棄了他。畢凱告訴艾爾諾，由於他現在已經是一名成年且熟練的戰士，請求艾爾諾可以加入他；艾爾諾最初拒絕，但當畢凱遭到羅穆蘭人的攻擊時他改變了主意，羅穆蘭人憎恨星際艦隊放棄疏散工作。畢凱和艾爾諾向海妖號走去，里歐斯和拉菲正在與當地軍閥卡爾康塔（Kar Kantar）作戰。一艘神秘船艦幫助海妖號贏得了戰鬥，但那艘船也幾乎被摧毀。他們將那艘船的飛行員，前博格個體“九之七”傳送到海妖號。關於人工器械，索姬試圖更多地了解被人工器械同化的羅穆蘭人搭乘的謝爾諾號（Shaenor）和他們預言的“毀滅者”。納瑞克提出要讓她了解船上的訊息，但當他對她的過去表示懷疑時，他們吵了起來。娜莉莎給了納瑞克一周時間從索姬獲取有關其他人造人的訊息。 |      |                                                          |               |                   | |               |
| 5 | 5    |                                                          |               | 強納森·佛瑞克     | 克斯汀·拜爾 | 2020年2月20日 |
| 在費格森星（Vergessen）的七穹頂（Seven Domes），黑市商人碧潔佐正在摘除星際艦隊軍官伊契布身上的博格植入物，九之七趕到現場救援，但只能被迫對他實施安樂死。現在，九之七和海妖號一起前往自由雲，拉菲得知碧潔佐已經俘虜了麥道，並打算將他賣給羅穆蘭人。為了釋放麥道，畢凱的船員們偽裝成中間人（facer），並以九之七為誘餌進行了一次囚犯交換。與此同時，拉菲在返回海妖號之前試圖與她分居的兒子蓋伯里埃重新建立關係，但沒有成功。當碧潔佐認出七時，後者放棄了偽裝並揭示了她的真實意圖：殺死碧潔佐並為朋友伊契布報仇。畢凱說服七不要尋求報復，麥道被安全地傳送到海妖號。後來，九之七返回自由雲並在畢凱不知情的情況下殺死了碧潔佐。在病房中，麥道告訴畢凱，他分別將索姬和達姬派往人工器械和地球，以找尋頒布人造人禁令背後的真相。朱拉蒂被畢凱一個人留下後，她先與自己曾經交往過麥道說話，之後殺了對方。 |      |                                                          |               |                   | |               |
| 6 | 6    |                                                          |               | 瑪雅·維爾維洛     | 尼克·扎亞斯 | 2020年2月27日 |
| 納瑞克意識到索姬每天晚上都會做同樣的噩夢，並計劃用它來找到她被創造的地方。朱拉蒂在謀殺麥道的罪行中掙扎著，並與里歐斯發生了性關係。為了在不與羅穆蘭人發生外交事件的情況下登上人工器械，畢凱要求拉菲獲得聯邦的官方憑證。被兒子拒絕後喝得醉醺醺的拉菲說服了一位星際艦隊的老朋友提供外交憑證。這允許畢凱登上人工器械並與休重新聯繫。由於納瑞克的操縱，索姬開始發現她的身份是最近被創造的，他引導她透過札克馬哈（Zhal Makh）的羅穆蘭冥想練習探索她的夢境：她能夠辨識那些暗示她被創造的地方的線索。納瑞克告訴索姬她不是真人，並試圖用輻射毒害她。這啟動了她的自衛機制，接著她遇到了畢凱和休。休利用博格人同化斯卡瑞安人（Sikarians）取得的科技—空間軌跡器（spatial trajector）幫助他們傳送到四萬光年外的尼彭特星（Nepenthe）。艾爾諾不服從畢凱的命令登上人工器械，並留在那裡幫助休掩蓋他們的踪跡。 |      |                                                          |               |                   | |               |
| 7 | 7    |                                                          |               | 道格·阿尼歐柯斯基 | 莎曼莎·韓福瑞＆麥可·謝朋                                                                                             | 2020年3月5日  |
| 回到三周前，當歐接近朱拉蒂時，她使用瓦肯人的心靈融合揭示了像索姬這樣的人工生命可怕的潛在後果。朱拉蒂同意幫助她並服下一個追蹤裝置。納瑞克現在用它來追蹤海妖號，里歐斯和拉菲想方設法就是無法擺脫他的跟蹤，直到內疚的朱拉蒂幫自己注射氫化鈾，她開始陷入昏迷並抵銷了追蹤器。當娜莉莎致命地傷害休時，艾爾諾在人工器械上嘗試保護休但沒有成功。在臨死之前，休給了艾爾諾一個裝置，用來向九之七的治安小組芬利斯巡邏隊（Fenris Rangers）發出信號。在尼澎特，畢凱與他的老朋友和同事威廉·瑞克和狄安娜·星異重聚，他們的兒子薩德得到了曼達斯克神經硬化症，這種病只要在正電子腦中培養受感染的細胞就可以痊癒，但由於人造人禁令的關係，最終無法實現。畢凱告訴索姬她的父親是百科，而她的妹妹達姬已經死了。他要瑞克、特洛伊和他們的女兒凱斯蒂拉為自己和索姬提供庇護，直海妖號到達。星異和瑞克可以看到索姬在納瑞克背叛後的痛苦，導致她現在無法相信任何人，畢凱告訴她更多關於妹妹達姬的事情，慢慢讓索姬可以開始信任她。星異跟瑞克還試圖幫助索姬逐漸接受自己是一名人造人的事實，她也告訴大家納瑞克在她夢境中所找到的線索，關於她家鄉的所在位置。凱斯蒂拉在詢問了克蘭多艦長後知道了索姬家鄉的位置。 |      |                                                          |               |                   | |               |
| 8 | 8    |                                                          |               | 瑪雅·維爾維洛     | 麥可·謝朋 | 2020年3月12日 |
| 位於八連星系的阿亞：災難之地（Aia，The Grief World），賈特瓦許成員正在調查該星球的誡環（Admonition）。經歷了誡環的試煉後，這個警告讓他們了解到必須阻止被稱為“毀滅者”（Seb-Cheneb）的人工生命，並致力於終結所有人造人，以防止相同的災難再次發生。畢凱和索姬登上海妖號，里歐斯看到索姬時驚慌失措。畢凱告訴里歐斯他們必須馬上前往最近的星際基地―深空12號（Deep Space 12）。克蘭西上將同意派遣一支中隊前往保護他們的安全。而拉菲告訴畢凱朱拉蒂的體內有追蹤同位素，很可能被羅穆蘭人滲透了。當朱拉蒂醒來後，她主動提出向星際艦隊自首，承認自己謀殺了麥道博士。在遇到索姬後，她選擇不傷害她。里歐斯告訴拉菲，當時伊本馬吉德號在維特星域（Vayt sector）接到了外交任務，並通知星際艦隊準備進行第一次接觸。之後傳送了兩個人到艦上，美麗芙勞爾（Beautiful Flower）大使和賈娜（Jana）。艦長阿隆索·范德米爾（Alonzo Vandermeer）接到星際艦隊的命令後將兩人殺死，接著便自殺。拉菲將整件事拼湊起來，羅穆蘭人發現了一個來自過去文明對於進化人工生命恐怖的警告，賈特瓦許派半羅穆蘭人歐滲透了星際艦隊並煽動火星襲擊，使星際艦隊頒布了人造人禁令，達成了他們反人造人計劃的一部分。里歐斯的艦長殺害的人是索姬家鄉的人造人，而其中之一的賈娜長得和她一模一樣。聽到這句話啟動了索姬的記憶，她為她的家設定了一個路線，納瑞克仍然緊隨其後。在人工器械上，九之七幫助艾爾諾與羅穆蘭人戰鬥。她與方塊和停留在它上面的博格個體連接，但羅穆蘭人將這些個體彈射到太空中，不過博格人還是奪回了方塊。而羅穆蘭人放棄了人工器械，準備入侵人造人世界。 |      |                                                          |               |                   | |               |
| 9–10 | 9–10 |                                                          |               | 阿奇瓦·高斯曼     | 故事構思 ：麥可·謝朋＆阿耶萊特·華德曼 劇本創作 ：麥可·謝朋＆阿耶萊特·華德曼＆阿奇瓦·高斯曼                           | 2020年3月19日 |
| 9–10 | 9–10 | 故事構思 ：麥可·謝朋 劇本創作 ：麥可·謝朋＆阿奇瓦·高斯曼 | 2020年3月26日 | 阿奇瓦·高斯曼     | |               |
| （上） ：索姬使用博格超曲速（transwarp）通道，讓海妖號比羅穆蘭艦隊提前幾天到達她的家鄉，位於古里昂星系（Ghulion）的第四號行星柯貝留斯（Coppelius）。此時納瑞克也到達並進行攻擊，但被一起跟隨他們通過超曲速通道的人工器械打斷。一個巨大的蘭花形式的行星防禦系統將三艘船拖到了行星表面，畢凱在墜毀後需要醫療救助。朱拉蒂在檢查時發現了他的絕症，畢凱將這件事透露給了其他船員。船員們前往人工機械殘骸，並發現艾爾諾和九之七還活著，便前往達姬和索姬被創造的定居點。他們找到了麥道的搭檔（也是百科少校創造者的兒子）宋艾坦英迪格博士和一群人造人，其中包括賈娜的雙胞胎蘇特拉。蘇特拉使用瓦肯人的心靈融合看見歐向朱拉蒂展示的幻像，並相信這是來自更高階生命的人工生命訊息，它們願意摧毀有機生命。宋、索姬和其他人造人支持蘇特拉在羅穆蘭人到來之前召喚這些生命的計劃。畢凱害怕索姬將成為羅穆蘭人預言中的“毀滅者”，企圖說服人造人相信他，可以用海妖號將它們帶離這裡，並以代言人的身分向星際聯邦保證人工生命的生存權，但沒有成功而被囚禁。蘇特拉將遭到俘虜的納瑞克放走。同時，歐准將率領的羅穆蘭戰鳥艦隊就要抵達。 （下） ：被釋放的納瑞克前往海妖號。他告訴拉菲、里歐斯和艾爾諾，在羅穆蘭神話中的岡馬旦日（Ganmadan），又稱為“滅絕日”（Day of Annihilation）。當“毀滅者”召喚出惡魔奇哈拉古（ch'khalagu）時，將會為世上帶來千日的苦難（Thousand Days of Pain）。納瑞克對此深信不疑，認為歷史即將重演，同時說服他們三人幫助他摧毀人造人的指引裝置。朱拉蒂釋放了畢凱，兩人逃到海妖號，畢凱駕駛它與羅穆蘭人對抗並阻止他們。娜莉莎用人工器械的防禦系統瞄準海妖號，但被九之七阻止並殺死。宋發現蘇特拉與納瑞克合作說服其他人造人同意她的計劃，他使她喪失了行動能力。索姬阻止了破壞指引裝置的企圖，並啟動了它。畢凱的病情加重，但朱拉蒂延長了他的生命，足以讓他分散羅穆蘭人的注意力，歐命令艦隊啟動滅絕目標模式，準被摧毀柯貝留斯，這時瑞克率領一支由聯邦星艦鄭和號（NCC-86505）為首的星際艦隊抵達支援。正當雙方衝突在即，畢凱成功說服索姬關閉指引裝置，羅穆蘭人撤退。就在畢凱的腦部停止運作之前，索姬、朱拉蒂和宋將他的意識轉移到了麥道博士備份資料的裝置中。畢凱在一個人造的身體中醒來，並完成對百科的承諾，終結了他的生命。在聯邦解除對人造人的禁令後，畢凱和索姬與里歐斯、拉菲、朱拉蒂、艾爾諾和九之七在海妖號上展開新的冒險。 |      |                                                          |               |                   | |               |

### 第二季
CBS正式宣布將於2020年1月續訂第二季，並於2021年2月16日開始製作。麥可·謝朋正在為本季的其中兩集編寫劇本，強納森·佛瑞克將回歸擔任導演。預計2022年上映。
| 總集數 | 集數 | 標題               | 譯名   | 導演              | 編劇 | 上線日期      |
| ------ | ---- | ------------------ | ------ | ----------------- | --- | ------------- |
| 11     | 1    | The Star Gazer     |        | 道格·阿尼歐柯斯基 | 阿奇瓦·高斯曼、泰瑞·馬塔拉斯 | 2022年3月3日  |
| 12     | 2    | Penance            |        | 道格·阿尼歐柯斯基 | 故事構思 ：阿奇瓦·高斯曼、泰瑞·馬塔拉斯、克里斯托弗·蒙菲特 劇本創作 ：麥可·謝朋、阿奇瓦·高斯曼、泰瑞·馬塔拉斯、克里斯托弗·蒙菲特 | 2022年3月10日 |
| 13     | 3    | Assimilation       | 同化   | 莉亞·湯遜         | 基利·羅塞特、克里斯托弗·蒙菲特                                                                                                   | 2022年3月17日 |
| 14     | 4    | Watcher            |        | 莉亞·湯遜         | 故事構思 ：朱莉安娜·詹姆斯、簡·馬格斯 劇本創作 ：特拉維斯·菲克特、簡·馬格斯                                                      | 2022年3月24日 |
| 15     | 5    | Fly Me to the Moon |        | 強納森·佛瑞克     | 辛迪·阿佩爾 | 2022年3月31日 |
| 16     | 6    | Two of One         |        | 強納森·佛瑞克     | 辛迪·阿佩爾、簡·馬格斯 | 2022年4月7日  |
| 17     | 7    | Monsters           |        | 喬·梅南德斯       | 簡·馬格斯 | 2022年4月14日 |
| 18     | 8    | Mercy              |        | 喬·梅南德斯       | 辛迪·阿佩爾、克爾斯滕·拜爾 | 2022年4月21日 |
| 19     | 9    | Hide and Seek      |        | 邁克爾·韋弗       | 馬特·奧村、克里斯·德里克 | 2022年4月28日 |
| 20     | 10   | Farewell           | 永別了 | 邁克爾·韋弗       | 克里斯托弗·蒙菲特、阿奇瓦·高斯曼                                                                                                 | 2022年5月5日  |

### 第三季
到2020年1月，該劇獲得了非正式的第三季綠燈，允許第二季和第三季一起開發並背靠背拍攝。2021年4月，已確認第三季的製作與第二季同時進行。
| 總集數 | 集數 | 標題                | 譯名       | 導演              | 編劇                           | 上線日期      |
| ------ | ---- | ------------------- | ---------- | ----------------- | ------------------------------ | ------------- |
| 21     | 1    | The Next Generation | 新世代     | 道格·阿尼歐柯斯基 | 泰瑞·馬塔拉斯                  | 2023年2月16日 |
| 22     | 2    | Disengage           | 走為上策   | 道格·阿尼歐柯斯基 | Sean Tretta、克里斯托弗·蒙菲特 | 2023年2月23日 |
| 23     | 3    | Seventeen Seconds   | 十七秒     | 強納森·佛瑞克     | 簡·馬格斯、辛迪·阿佩爾         | 2023年3月2日  |
| 24     | 4    | No Win Scenario     | 全盤皆輸   | 強納森·佛瑞克     | 泰瑞·馬塔拉斯、Sean Tretta     | 2023年3月6日  |
| 25     | 5    | Imposters           | 偽裝者     | Dan Liu           | 辛迪·阿佩爾、克里斯·德里克     | 2023年3月16日 |
| 26     | 6    | The Bounty          | 賞金       | Dan Liu           | 克里斯托弗·蒙菲特              | 2023年3月23日 |
| 27     | 7    | Dominion            | 自治同盟戰 | Deborah Kampmeier | 簡·馬格斯                      | 2023年3月30日 |
| 28     | 8    | Surrender           | 投降       | Deborah Kampmeier | 馬特·奧村                      | 2026年4月6日  |
| 29     | 9    | Vox                 | 弗克斯     | 泰瑞·馬塔拉斯     | Sean Tretta 、 基利·羅塞特     | 2023年4月13日 |
| 30     | 10   | The Last Generation | 末世代     | 泰瑞·馬塔拉斯     | 泰瑞·馬塔拉斯                  | 2023年4月20日 |

## 製作

### 開發
2018年6月，成為《星際爭霸戰：發現號》的節目統籌之後，艾力克斯·寇茲曼與CBS電視工作室簽訂了五年合同，擴充星際爭霸戰系列，製作新的劇集、迷你劇以及動畫系列。其中一部劇集以《銀河飛龍》中的尚-路克·畢凱為主角。艾力克斯·寇茲曼和阿奇瓦·高斯曼參與開發這個項目。2017年後期，寇茲曼和高斯曼開始與派崔克·史都華接觸，史都華先前曾表示自己不會再出演這個系列劇集。他們與《星際爭霸戰：發現號》編劇克斯汀·拜爾再次與史都華會談，史都華本打算拒絕邀約，但隨後他要求他們提供一份三頁的大綱，概述他們的想法。2018年3月，史都華對劇本大綱表示滿意，接受了邀約。
2018年8月4日，史都華出現在拉斯維加斯的星際爭霸戰大會上，正式宣佈出現這部新開發的劇集。他與麥可·謝朋、阿奇瓦·高斯曼、詹姆斯·達夫、艾力克斯·寇茲曼、海瑟·卡丁、金·羅登貝瑞之子羅德·羅登貝瑞以及特雷弗·羅斯（Trevor Roth）劇集的執行製作人。劇集有望於2019年首播。10月，卡丁透露該項目有意製作成常規劇集，而不是限定的迷你劇集。12月，CBS首席內容官大衛·內文斯表示劇集會在《星際爭霸戰：發現號》第二季播出之後，即2019年後期首播。
2019年1月，史都華表示劇集共有10集，並可能不止一季。2月，他表示這部劇可能播出三年。5月，CBS公佈片名為《星際爭霸戰：畢凱》（Star Trek: Picard）。

### 劇本創作
本劇設定的時間是史都華最後一次在電影《星艦迷航記X：星戰啟示錄》中飾演畢凱的20年之後 。寇茲曼透露，正如電影《星际迷航》中所描繪的那樣，劇中會發現在《星戰啟示錄》事件發生幾年後，羅穆盧斯的毀滅“徹底改變”了這個角色，並解釋說，本劇的任務是讓它變成“一個更心理的節目，一個關於這個男人退休後的人物研究”。他指出，一部電視劇很少有像史都華這樣的老演員主演。在本劇中，角色必須找到回到羅登貝瑞最初對《星際爭霸戰》系列樂觀願景的方式，寇茲曼希望這能加強最初的願景，同時讓角色“穿越深谷”。2019年7月，高斯曼表示本劇不會是《銀河飛龍》的直接續集，並且會比該劇更加注重在角色上。他將畢凱描述為比之前的《星際爭霸戰》系列“步調更慢、更溫和、更抒情”，並特別將《畢凱》的風格與《發現號》的風格進行了比較，將後者描述為科幻動作冒險系列，而《畢凱》是一部科幻劇，講述了在超凡脫俗的環境中的戲劇性故事。史都華將本劇與他在電影《羅根》中重演X戰警電影系列的角色X教授時相比較，兩者雖然都是回歸演出同一個角色，但劇中的世界和風格已經被“顛覆”。 

### 選角

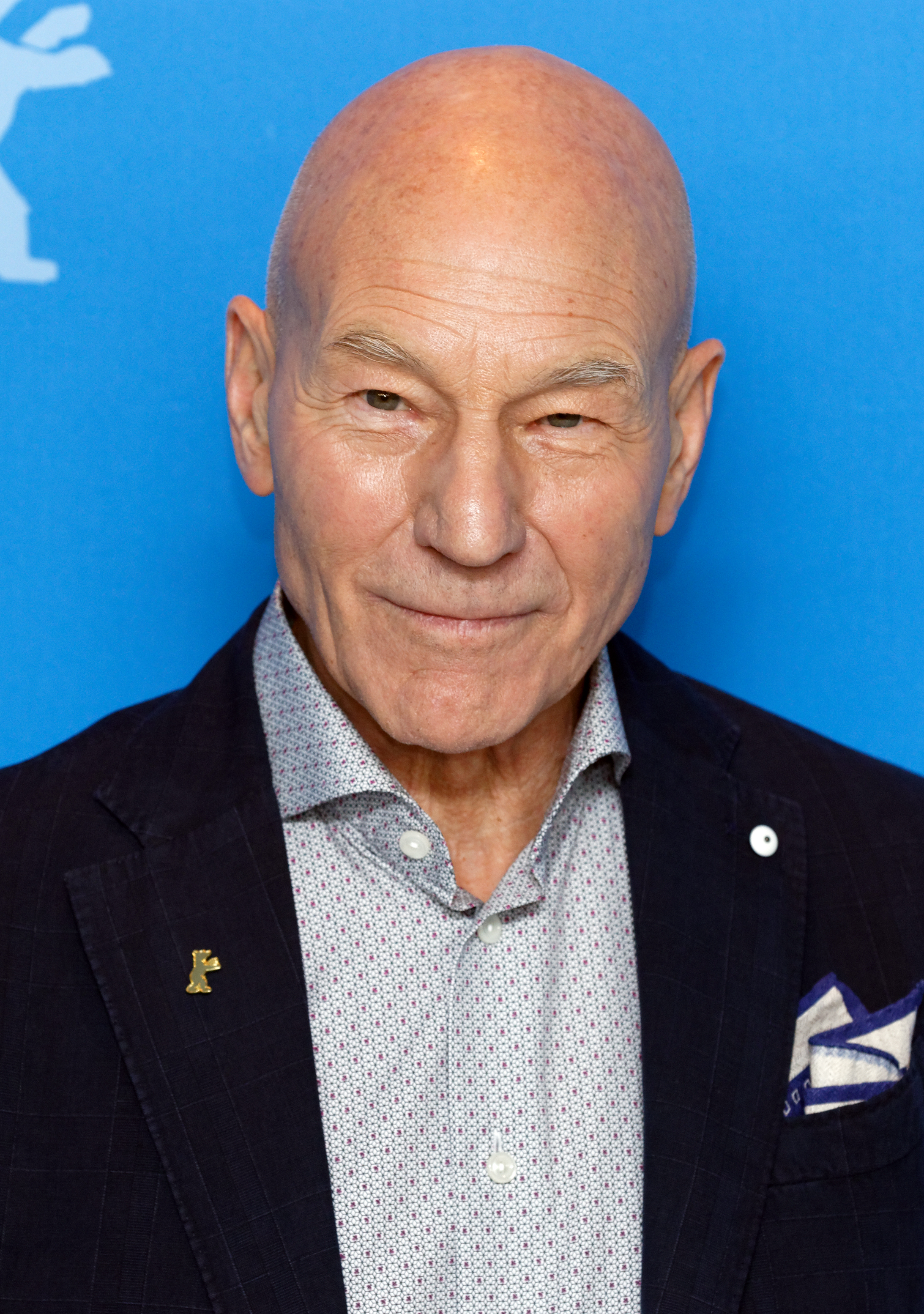
派崔克·史都華再次出演尚-路克·畢凱

2018年8月，隨著本劇確定開發製作，派崔克·史都華將出演尚-路克·畢凱。 2019年3月，聖地牙哥·卡布瑞拉和蜜雪兒·赫德都將在該系列中聯合主演，卡布瑞拉是2019年電視試播季最受歡迎的演員之一，並選擇了本劇而不是其他合約。 不久後，新人伊凡·伊瓦戈拉出演了另一個該劇的主要角色。4月，艾莉森·皮爾、哈利·崔德威和伊莎·布里歐內斯加入了演員陣容。 新演員的角色於7月公佈，布里歐內斯飾演達姬，皮爾飾演艾格妮絲·朱拉蒂，卡布瑞拉飾演克里斯托巴爾“克里斯”里歐斯，赫德飾演拉菲·穆斯卡，崔德威飾演納瑞克，伊瓦戈拉飾演艾爾諾 。該劇揭示了布里歐內斯飾演的幾個人造人：達姬，他在第一集中死亡； 她的雙胞胎妹妹索姬·亞夏；和蘇特拉，一個較舊的機器人模型。
在開發本劇時，創意團隊討論了不從《銀河飛龍》帶回任何其他角色，以使《畢凱》獨立而不依賴於往日情懷。部分原因是讓沒有看過之前系列的新觀眾享受《畢凱》。然而，編劇們想尊重《星際爭霸戰》的老粉絲，覺得不包括某些角色未來會錯失機會，所以他們決定增加一些客串演員，有組織地為新故事服務。2019年7月，《星際爭霸戰》系列的幾位演員被宣佈為《畢凱》的客串明星，包括《銀河飛龍》的布蘭特·史賓納飾演百科少校，強納森·德爾·阿克飾演休，強納森·佛瑞克飾演威廉·瑞克，瑪麗娜·塞迪斯飾演狄安娜·星異，以及《星際爭霸戰：重返地球》的潔麗·雷恩飾演九之七。2020年1月，史都華表示希望《銀河飛龍》的所有主要演員都能在劇集結束前出現在《畢凱》中，而寇茲曼則表示，如果麥可·多恩在《畢凱》中重演克林貢人角色武夫，他會像以前一樣出現在《銀河飛龍》中那樣，並且不會更改以符合《發現號》中的新克林貢人設計。同時，琥碧·戈柏同意在該劇的第二季中飾演她的《銀河飛龍》角色解難。
2020年6月，除了崔德威之外，本劇的所有主要演員都確認將回歸第二季。2021年4月，雷恩、史賓納和第一季的客串演員奧拉·布雷迪被透露也是第二季的主要演員，約翰·德·蘭西在本季中飾演他的《星際爭霸戰》角色Q。同年7月，《重返地球》的羅伯特·鄧肯·麥克尼爾透露他一直討論在該劇的兩季中重新扮演湯姆·派瑞斯的角色，但日程安排上的衝突阻止了這一點。

### 設計
《星際爭霸戰：發現號》的幾名設計團隊成員返回《畢凱》，其中包括製作設計師陶德·切爾尼亞夫斯基（Todd Cherniawsky）和煉金術工作室（Alchemy Studios）的生物設計師內維爾·佩奇（Neville Page）。克里斯汀·克拉克（Christine Clark）擔任本劇的服裝設計師 。寇茲曼承認本劇將設定在比以前的任何《星際爭霸戰》電影或系列都更遠的未來，他解釋說，我們在製作時是致力於一種“理智的”的態度，而不是像“瘋狂的漂浮摩天大樓和科幻小說的所有陳腔濫調”之類的東西。本劇的開場片頭由Prologue製作，該公司也製作了《發現號》的開場片頭。

### 拍攝
2019年4月22日，該劇在加州聖塔克拉利塔工作室拍攝，工作標題為「客廳」（Drawing Room） 。2018年12月，加利福尼亞電影委員會給予該劇1560萬美元的退稅獎勵，因為它的製作在加州進行，而不是在《星際爭霸戰：發現號》的拍攝地加拿大多倫多。第一季的外景拍攝也在加州的周圍進行，包括在聖伊內斯谷內的太陽石酒廠（Sunstone Winery），劇中畢凱的法國葡萄園在此取景 。還有《星際爭霸戰》系列的長期拍攝地點，位於洛杉磯郡塞拉佩羅納山脈的華斯克巨巖公園，劇中拉菲的家就在那裡拍攝 ，以及拍攝柯貝留斯（Coppelius）行星的馬里布地區。

### 視覺特效
該劇的視覺特效由皮克斯蒙多、雙重否定工作室、Crafty Apes 、Ghost VFX、Gentle Giant Studios、Technicolor VFX 和 Filmworks/FX提供。傑森·齊默爾曼（Jason Zimmerman）從《發現號》回歸，擔任視覺特效總監。皮克斯蒙多與該劇的製作設計部門合作，幫助將他們設計的3D資產賦予血肉，然後與其他供應商共享這些資產。在第一季中，這些數位模型包括博格方塊（Borg Cube）、海妖號（La Sirena）和羅穆蘭船艦。

### 音樂
《星際爭霸戰：發現號》作曲家傑夫·羅素被透露將在2019年7月為《畢凱》譜曲。 羅素與《星際爭霸戰》的關係始於自身為《銀河飛龍》的粉絲，他看到史都華在拉斯維加斯星際迷航大會上正式宣布本劇後，便詢問寇茲曼自己是否可以為《畢凱》譜曲。寇茲曼在正式要求羅素為新系列譜曲之前花時間考慮了這一點。羅素指出，他之前在《發現號》上的工作是他對《畢凱》的試鏡。羅素希望他的音樂對之前的《星際爭霸戰》樂譜保持真實，而不是重複它們，並且特別想避免他的音樂出現在《發現號》中，來區分這兩個系列。羅素認為《畢凱》是一個比《發現號》更私密的故事，並透過在他的《畢凱》樂譜中加入更多的獨奏樂器表演，希望可以採取更加個性化的路線。羅素為《畢凱》創作的音樂是在加州華納兄弟工作室的伊斯伍德音樂廳（Eastwood Scoring Stage）錄製的，他的《發現號》樂譜也在那裡錄製。
當羅素開始為《畢凱》製作主標題時，他腦子裡有幾個想法，但他演奏的第一個旋律變成了他與畢凱和系列相關的想法。然後他不得不把它塑造成一個與節目基調相符的主題曲，並經歷了幾次不同的反覆：一個“虛張聲勢”的版本、一個“太空秀”的版本、一個更黑暗更嚴肅深沉的的版本、以及最後一個更情感和激動人心的版本，這個版本後來成為實際主題曲 。它以短笛結尾，羅素覺得它聽起來類似於畢凱在《銀河飛龍》的集數“南柯一夢”中演奏的虛構雷西克（Ressikan）長笛，而主旋律是在羅素經常使用的大提琴上演奏的，因為它“充滿了同樣作為人聲的和諧空間”。此外，羅素使用《星艦迷航記》中傑瑞·高史密斯的主題曲將故事與《銀河飛龍》聯結起來，因為該系列在其主標題中使用了高史密斯的主題曲，而羅素還引用了亞歷山大·卡里奇的原始星際爭霸戰主題曲“ 大體上喚起星際爭霸戰的想法”。他覺得使用這些以前的主題曲“在技術上沒有必要”，但可以體會它們對粉絲的意義。
第一季的音樂原聲帶數位版於2020年4月3日在亞馬遜和iTunes上發行。
| 《星際爭霸戰：畢凱》第一季原聲帶 | 《星際爭霸戰：畢凱》第一季原聲帶 | 《星際爭霸戰：畢凱》第一季原聲帶 |
| 曲序                             | 曲目                             | 时长                             |
| -------------------------------- | -------------------------------- | -------------------------------- |
| 1.                               |                                  | 1:43                             |
| 2.                               |                                  | 1:44                             |
| 3.                               |                                  | 1:16                             |
| 4.                               |                                  | 1:10                             |
| 5.                               |                                  | 3:54                             |
| 6.                               |                                  | 1:51                             |
| 7.                               |                                  | 1:46                             |
| 8.                               |                                  | 2:58                             |
| 9.                               |                                  | 4:15                             |
| 10.                              |                                  | 2:15                             |
| 11.                              |                                  | 2:21                             |
| 12.                              |                                  | 1:18                             |
| 13.                              |                                  | 1:51                             |
| 14.                              |                                  | 2:06                             |
| 15.                              |                                  | 4:15                             |
| 16.                              |                                  | 3:25                             |
| 17.                              |                                  | 1:52                             |
| 18.                              |                                  | 3:10                             |
| 19.                              |                                  | 2:08                             |
| 20.                              |                                  | 1:41                             |
| 21.                              |                                  | 4:42                             |
| 22.                              |                                  | 1:52                             |
| 23.                              |                                  | 1:55                             |
| 24.                              |                                  | 3:47                             |
| 25.                              |                                  | 3:02                             |
| 26.                              |                                  | 1:25                             |
| 27.                              |                                  | 1:58                             |
| 28.                              |                                  | 1:43                             |
| 29.                              |                                  | 2:37                             |
| 30.                              |                                  | 3:26                             |
| 31.                              |                                  | 1:34                             |
| 32.                              |                                  | 4:28                             |
| 33.                              |                                  | 5:10                             |
| 34.                              |                                  | 2:25                             |
| 35.                              |                                  | 2:34                             |
| 36.                              |                                  | 3:04                             |
| 37.                              |                                  | 2:47                             |
| 38.                              |                                  | 5:01                             |
| 39.                              |                                  | 2:46                             |
| 40.                              |                                  | 2:59                             |
| 41.                              |                                  | 2:06                             |
| 42.                              |                                  | 1:06                             |
| 43.                              |                                  | 4:40                             |
| 44.                              |                                  | 3:13                             |
| 45.                              |                                  | 2:32                             |
| 46.                              |                                  | 2:51                             |
| 47.                              |                                  | 4:23                             |
| 48.                              |                                  | 8:07                             |
| 49.                              |                                  | 1:41                             |
| 50.                              |                                  | 2:12                             |
| 51.                              |                                  | 4:35                             |
| 52.                              |                                  | 6:32                             |
| 53.                              |                                  | 1:24                             |
| 54.                              |                                  | 2:46                             |
| 55.                              |                                  | 2:10                             |
| 总时长：                         | 总时长：                         | 2:36:32                          |

## 宣傳與發行
2020年1月23日，《星際爭霸戰：畢凱》第一季在美國的串流媒體CBS通路全開上首映，共10集。Amazon Prime Video在美國首映後24小時內在全球200多個其他國家和地區播放這些集數；這與Netflix在國際上發布的《星際爭霸戰：發現號》是分開的。2020年9月，維亞康姆CBS宣布CBS通路全開將在2021年3月擴增並更名為派拉蒙+ 。《畢凱》第一季的現有集數將與該劇的未來幾季一起保留在派拉蒙+上。

### 影碟發行
| 季數 | 季數 | 集數 | DVD發行日期   | DVD發行日期 | DVD發行日期 | 藍光影碟發行日期 | 藍光影碟發行日期 |
| 季數 | 季數 | 集數 | 區域1         | 區域2       | 區域4       | A區              | B區              |
| ---- | ---- | ---- | ------------- | ----------- | ----------- | ---------------- | ---------------- |
|      | 1    | 10   | 2020年10月6日 | 待公布      | 待公布      | 2020年10月6日    | 待公布           |

## 反響

### 收視率
該劇首映一周後，CBS表示，《畢凱》創造了訂閱者訂閱CBS通路全開原創系列總串流量的新記錄，與之前《星際爭霸戰：發現號》創下的記錄相比，總流量增加了115%。CBS還部分歸因於該劇在2020年1月的首映打破了該服務一個月內最多新訂閱戶的記錄，受益於《畢凱》首映那一周成為該服務單週內第二大新訂閱戶。

### 專業評價
《星際爭霸戰：畢凱》第一季在匯總媒體網站爛番茄上獲得了87%新鮮度，平均評分7.63/10分（67位評論家）。該網站共識寫道：“《星際爭霸戰：畢凱》以無與倫比的派崔克·史都華為基礎，以較慢的連載故事背離了標準的星際艦隊條約，但與所有偉大的《星際爭霸戰》一樣，它優雅地處理及時的主題，並令人興奮地進一步邁入最後的邊疆。”第一季每一集的平均新鮮度為85% 。在Metacritic上，使用加權平均值匯總評論，根據27位評論家的評論給出76分（滿分100分），代表“普遍好評”。

### 獎項
| 年分 | 獎項                     | 項目                                                      | 提名 | 結果 | 來源          |
| ---- | ------------------------ | --------------------------------------------------------- | --- | ---- | ------------- |
| 2020 | 黃金時段創意藝術艾美獎   | 傑出的時期和/或角色髮型                                   | 《大鬧星塵市》 | 提名 | [ 76 ] [ 77 ] |
| 2020 | 黃金時段創意藝術艾美獎   | 突出時期和/或角色化妝（非假肢）                           | 《大鬧星塵市》 | 提名 | [ 76 ] [ 77 ] |
| 2020 | 黃金時段創意藝術艾美獎   | 電視劇、限定劇、電影或特別節目的傑出假肢化妝              | 《完全坦率法則》 | 獲獎 | [ 76 ] [ 77 ] |
| 2020 | 黃金時段創意藝術艾美獎   | 喜劇或戲劇系列的傑出聲音剪輯（一小時）                    | 《世外桃源（下）》 | 提名 | [ 76 ] [ 77 ] |
| 2020 | 黃金時段創意藝術艾美獎   | 喜劇或戲劇系列的傑出混音（一小時）                        | 《世外桃源（下）》 | 提名 | [ 76 ] [ 77 ] |
| 2021 | 服裝設計師工會獎         | 卓越的科幻/奇幻電視                                       | 克莉絲汀·比塞林·克拉克（由《完全坦率法則》）                                                                                  | 提名 | [ 78 ]        |
| 2021 | 評論家選擇超級獎         | 最佳科幻/奇幻系列                                         | 《星際爭霸戰：畢凱》 | 提名 | [ 79 ]        |
| 2021 | 評論家選擇超級獎         | 科幻/奇幻系列最佳男主角                                   | 派崔克·史都華 | 獲獎 | [ 79 ]        |
| 2021 | 化妝師和髮型師協會獎     | 電視連續劇、限定劇、迷你劇或新媒體劇集的最佳特殊化妝效果  | 詹姆斯·麥金農、理查德·雷德萊夫森、阿列克謝·德米特里和文森特·范·戴克                                                           | 提名 | [ 80 ]        |
| 2021 | 美國電影音效剪輯師協會獎 | 電影聲音編輯方面的傑出成就 - 情節長篇廣播媒體的對話和配音 | 馬修·E·泰勒和尚恩·海辛格（由《機關盒》）                                                                                      | 提名 | [ 81 ]        |
| 2021 | 美國電影音效剪輯師協會獎 | 聲音編輯方面的傑出成就 - 情景長篇廣播媒體的音效和擬音     | 馬修·E·泰勒、提姆·法洛、哈里·科恩、麥可·夏皮羅、克雷·韋伯、達林·曼恩、艾莉森·迪·摩爾和克里斯·莫里亞納（由《世外桃源（下）》） | 獲獎 | [ 81 ]        |
| 2021 | 有色人種進步協會形象獎   | 戲劇系列的傑出導演                                        | 哈妮兒·考佩珀（由《回憶》）                                                                                                   | 獲獎 | [ 82 ]        |

## 外部連結
- 官方网站 - 派拉蒙+
- 官方网站 - CBS
- 星際爭霸戰：畢凱 （页面存档备份，存于） - Amazon Prime
- 互联网电影数据库（IMDb）上《星際爭霸戰：畢凱》的资料（英文）
- 爛番茄上《星際爭霸戰：畢凱》的資料（英文）
- 《星際爭霸戰：畢凱》在阿尔法记忆網站中的相關摘錄
- 豆瓣电影上《星際爭霸戰：畢凱》的資料 （简体中文）